# Симптом Щёткина — Блюмберга
Симптом Щёткина — Блю́мберга (синонимы: симптом Блю́мберга;  симптом Блю́мберга — Щёткина; англ. rebound tenderness) — резкое усиление боли в животе при быстром снятии пальпирующей руки с передней брюшной стенки после надавливания. Симптом раздражения брюшины, в большинстве случаев — признак воспалительного процесса, в который вовлечена брюшина: перитонит, перитонизм и прочие.

## История открытия
Симптом описан немецким хирургом Яковом Морицем Блюмбергом в 1907 году. Однако русский акушер Дмитрий Щёткин ещё в конце 80-х годов XIX века использовал этот приём в своей клинической практике. Также этот симптом использовался врачами в I Пензенском земском госпитале с 1902 года. Официальное сообщение Щёткин сделал только в 1908 году на заседании Пензенского медицинского общества.
Заслуги русского врача Д. С. Щеткина вспомнили во времена «борьбы с космополитизмом» и уже начали переименовать симптом Блюмберга в симптом Щёткина. Однако обнаружилось, что Блюмберг жив и мотивированно доказывает свое научное первенство.

## Методика
Для выявления симптома во время пальпации живота медленно надавливают рукой (или предметом, например — стетофонендоскопом) на переднюю брюшную стенку. При этом пациент отмечает более или менее выраженную болезненность. Если при быстром снятии пальпирующей руки боль в животе резко усиливается — симптом положителен. Если при снятии руки характер боли не изменяется — симптом отрицателен.
Иногда говорят, что симптом «сомнителен». Это означает, что пациент испытывает болезненность или дискомфорт при снятии давления на переднюю брюшную стенку, однако она не резкая. Это также может означать, что правильной проверке симптома мешает сильное напряжение мышц передней брюшной стенки («дефанс»), выраженный подкожно-жировой слой, асцит или вздутие живота.

## Значение в диагностике
Положительный симптом Блюмберга обусловлен раздражением брюшины и наиболее ярко выражен при перитоните. При отграниченном перитоните симптом имеет местный характер, например у больных с аппендицитом определяется в правой подвздошной области. При перфорации полого органа и попадании в свободную брюшную полость содержимого желудочно-кишечного тракта симптом определяется во всех отделах живота, что свидетельствует о разлитом перитоните.
При резком напряжении мышц передней брюшной стенки («доскообразный живот») и в начальные сроки перитонита симптом может быть сомнительным. Также симптом может быть менее выраженным в поздние сроки перитонита в связи с дегенеративными изменениями нервных окончаний брюшины.
Иногда симптом может быть положительным у пациентов с уремией, пневмонией, инфарктом миокарда, («псевдоабдоминальный синдром»), при гемоперитонеуме, остром панкреатите, гематоме передней брюшной стенки или забрюшинной клетчатки.